# Église réformée néerlandaise
Pour un article plus général, voir Protestantisme aux Pays-Bas.
Pour les autres significations, voir Église réformée néerlandaise (Afrique du Sud).
L’Église réformée néerlandaise, en néerlandais Nederlandse Hervormde Kerk (NHK), avant 1816 Nederduitse Gereformeerde Kerk (NGK), est une Église protestante d'orientation calviniste qui a existé de 1571 (synode d'Emden) à 2004, année de la fusion avec deux autres Églises au sein de l'Église protestante aux Pays-Bas (Protestantse Kerk in Nederland, PKN). Au moment de cette fusion, elle comptait 2 millions de membres actifs organisés en 1 350 congrégations.
Apparue au début de l'insurrection des Pays-Bas contre Philippe II, cette Église est touchée par la division (1581) des Dix-Sept Provinces entre les Provinces-Unies, dont le territoire se trouve rapidement réduit aux sept provinces du nord après la prise d'Anvers par l'armée espagnoles (17 août 1585), et les Pays-Bas espagnols, les dix provinces du sud, loyalistes ou soumises militairement (Flandre et Brabant), qui deviennent totalement catholiques.
À partir du XVIIe siècle, elle profite de l'expansion coloniale des Provinces-Unies, notamment grâce à la Compagnie des Indes orientales fondée en 1602, et, ultérieurement de l'émigration néerlandaise dans différents pays. Elle s'implante en particulier aux États-Unis, en Afrique du Sud, en Indonésie, au Sri Lanka, au Brésil, au Suriname et dans les Antilles néerlandaises. Dans ces pays, elle est le plus souvent devenue indépendante de l’Église-mère, tout en en conservant le nom. L’allégeance à l’Église réformée locale, caractéristique de toutes les communautés néerlandaises émigrées, est devenue un élément fédérateur essentiel de la communauté afrikaner d'Afrique du Sud après la conquête britannique.
Après 1795, elle poursuit son existence dans le cadre des États qui succèdent aux Provinces-Unies, et particulièrement l'actuel royaume des Pays-Bas, qui a pris sa configuration actuelle dans les années 1830 après la séparation du royaume de Belgique.
Au cours de son histoire, l'Église réformée néerlandaise a connu plusieurs controverses théologiques, notamment l'arminianisme, le Nadere Reformatie, et un certain nombre de scissions au XIXe siècle qui ont grandement diversifié le calvinisme néerlandais.

## Des Provinces-Unies aux actuels Pays-Bas: un statut particulier dans l'État
Dans la république des Provinces-Unies, bien qu'elle n'ait jamais officiellement été une religion d'État, l'Église réformée néerlandaise jouissait du statut d'Église « publique » ou « privilégiée » et la loi exigeait que tout agent public soit un membre communiant de cette église.
En 1795, avec la fin des Provinces-Unies, l’Église réformée hollandaise perd définitivement son statut d' « église publique ».
Elle est aujourd'hui la religion de la famille royale néerlandaise, issue de la maison d'Orange-Nassau, qui jouait un rôle de premier plan dans la république des Provinces-Unies, en raison en particulier du rôle de deux de ses membres : Guillaume d'Orange, dit le Taciturne (1533-1584), chef de l'insurrection contre Philippe II, mort assassiné par un agent espagnol ; son fils Maurice de Nassau (1567-1625), commandant en chef de l'armée des Provinces-Unies de 1587 à sa mort. La famille d'Orange-Nassau est devenue la famille régnante aux Pays-Bas à partir de l'établissement de la royauté en 1815 (Royaume uni des Pays-Bas, puis royaume des Pays-Bas).

## Histoire

### La Réforme aux Pays-Bas et les débuts de l'insurrection contre Philippe II

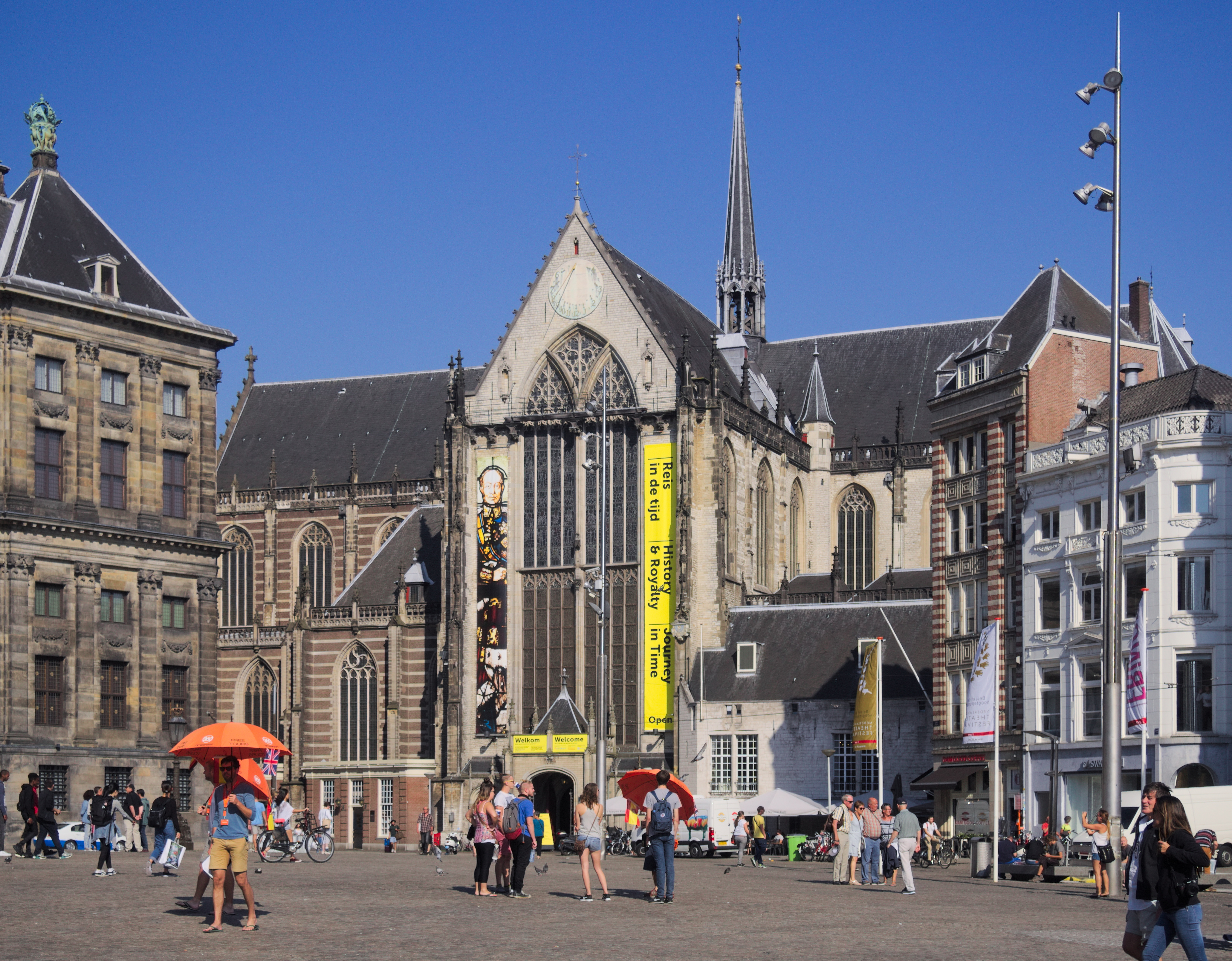
L’église neuve Nieuwe Kerk à Amsterdam (appartenant maintenant à l'Église protestante aux Pays-Bas) est toujours utilisé pour les cérémonies d’investiture royale néerlandaises.

Les provinces du sud des Pays-Bas, particulièrement autour des villes de Tournai et de Valenciennes, sont les premières à être atteintes par la Réforme, créée en Allemagne en 1517 par Martin Luther.
Comme ailleurs, le développement de la Réforme protestante aux Pays-Bas, alors possessions de Charles Quint (1500-1558, souverain des Pays-Bas de 1516 à 1555), entraîne des persécutions. L'Église catholique et les gouvernements pensent arrêter le développement des idées nouvelles par la répression, déjà présente sous le règne de Charles Quint, et encore plus sous celui de son fils Philippe, qui veut appliquer aux Pays-Bas les pratiques usuelles en Espagne, notamment l'Inquisition.
Malgré la répression, la nouvelle religion est rejointe par de nombreux nobles néerlandais. Mais surtout, nombre de nobles catholiques sont opposés à la politique de Philippe, qu'ils estiment en contradiction avec les coutumes et privilèges des dix-sept provinces. À la tête de ces catholiques d'opposition, se trouve le conseiller d'État Guillaume d'Orange, stathouder de Hollande et de Zélande.
Cette situation aboutit en 1565 au mouvement du compromis des Nobles, qui se développe en mai 1566 dans la révolte des Gueux, et qui a pour suite en août la furie iconoclaste des calvinistes les plus radicaux.
Avec la furie iconoclaste, les Pays-Bas entrent dans une première guerre civile, dont le sommet est le siège de Valenciennes. Le gouvernement, alors dirigé par Marguerite de Parme, réussit à rétablir l'ordre, mais Philippe II envoie tout de même aux Pays-Bas une armée commandée par le duc d'Albe, qui arrive à Bruxelles en août 1567 et qui impose à la gouvernante une politique de répression, dont l'instrument est le Conseil des troubles et le symbole la condamnation à mort des conseillers d'État catholiques Lamoral d'Egmont et Philippe de Montmorency, comte de Horn.
C'est alors que Guillaume d'Orange, parti en exil comme de nombreux autres Néerlandais, décide de prendre les armes, lançant sa première offensive en 1568, qui est d'ailleurs un échec (bataille de Jodoigne).

### Des premiers synodes aux synode fondateur d'Emden (1566-1571)
La première tentative de fonder une Église protestante a lieu dans la clandestinité, en 1566[réf. nécessaire], lors d'une réunion des dirigeants protestants à Anvers.
En 1568, un synode protestant néerlandais a lieu en exil, dans la ville allemande de Wesel : ce synode décide d'adopter le catéchisme de Heidelberg et établit les premières dispositions d’une Église presbytéro-synodale instituant les fonctions de pasteur, d’ancien, de professeur et de diacre.
En octobre 1571, un nouveau synode réunissant vingt-trois dirigeants protestants néerlandais a eu lieu dans une autre ville allemande, Emden. Le synode d'Emden est généralement considéré comme fondateur de l'Église réformée, la plus ancienne des Églises réformées aux Pays-Bas. Ce synode confirme les décisions du synode de Wesel. Le nom adopté est Nederduitse Gereformeerde Kerk, littéralement « Église réformée basse-allemande » (« bas-allemand » est le terme alors utilisé pour désigner la langue néerlandaise), par opposition aux Églises réformées wallonne, écossaise, anglaise, haut-allemande, etc.

### Les Provinces-Unies à l'époque de Guillaume d'Orange (1568-1584)

#### De la prise de Brielle (1572) au couronnement de François d'Anjou (1582)
L'insurrection reprend en 1572, lorsque les marins au service de Guillaume d'Orange, les Gueux de mer, prennent Brielle et quelques autres ports. Peu après, Guillaume rentre aux Pays-Bas et installe son quartier général à Delft, dans le comté de Hollande, désormais relativement à l'abri des opérations de l'armée espagnole. Au début de 1573, Guillaume d'Orange rend publique sa conversion au calvinisme.
Les années 1576-1579 sont cruciales : après le sac d'Anvers (novembre 1576), l'ensemble des provinces se rassemblent dans le cadre de la pacification de Gand dont l'objectif est l'évacuation des troupes étrangères, notamment espagnoles, au service de Philippe. En 1577, les insurgés semblent en bonne voie pour l'emporter avec le soutien des États généraux.
Mais le gouverneur général nommé en octobre 1577, Alexandre Farnèse, fils de Marguerite de Parme et neveu de Philippe, rétablit la situation militaire (bataille de Gembloux, janvier 1578) et réussit ensuite à susciter une scission des provinces les plus catholiques (Artois, Hainaut, Cambrésis), en désaccord avec le rôle excessif selon elles des protestants aux côtés de Guillaume d'Orange. En janvier 1579, elles forment l'union d'Arras, loyaliste et catholique. En réponse, les insurgés forment l'union d'Utrecht, qui en principe soutient la liberté de culte, mais qui, de fait, est d'orientation calviniste.
À cette date, les insurgés considèrent encore Philippe comme leur souverain, leur « seigneur naturel » selon les règles de l'hérédité. Ce n'est que deux ans plus tard qu'il se résolvent à proclamer sa déchéance par l'acte de La Haye, choisissant peu après un nouveau souverain, nommément le duc François d'Anjou, frère du roi de France Henri III. Le duc d'Anjou est catholique, mais du parti des « politiques » (catholiques modérés), et c'est un ami de Henri de Navarre, chef des protestants français. Il est couronné duc de Brabant en février 1582 dans la cathédrale d'Anvers.

#### Le premier synode de Dordrecht (1578)
Le premier synode tenu sur le territoire des Pays-Bas a lieu à Dordrecht, dans la province de Hollande, en 1578.
En 1579, l'union d'Utrecht donne à l'Église réformée un statut prééminent.

### La période deJohan van OldenbarneveltetMaurice de Nassau(1584-1625)

#### Les débuts de la puissance des Provinces-Unies
Guillaume d'Orange est assassiné en juillet 1584, au début du siège d'Anvers, qui tombe en août 1585. François d'Anjou meurt aussi en 1584 : après lui, aucun souverain n'est choisi, les Provinces-Unies deviennent une république (la « république des Sept Provinces-Unies des Pays-Bas »).
Un proche de Guillaume, Johan van Oldenbarnevelt, devient grand-pensionnaire en 1584 et le fils de Guillaume d'Orange est malgré son jeune âge nommé commandant en chef en 1587, après l'intermède Robert Dudley (1585-1587).
Maurice réussit à prendre plusieurs villes (Bréda, Deventer, Groningue) durant les années 1590. En 1600, il subit un relatif échec lors de l'offensive demandée par les États généraux contre son gré. Les années 1601-1604 sont occupées par la défense d'Ostende, qui finit par tomber (septembre 1604) après trois ans de siège. Mais la perte de cette place isolée dans le comté de Flandre ne menace pas la survie de la république. En 1602, est fondée la Compagnie des Indes orientales (VOC), à l'origine de l'Empire colonial néerlandais, de la « Hollande », comme on le dit couramment dès cette époque.
En 1609, des négociations menées sous l'égide de l'Angleterre et de la France aboutissent à la conclusion d'une suspension des hostilités pour une période de douze ans.
Cette période de paix relative va susciter une grave crise politico-religieuse aux Provinces-Unies : la crise arminienne.

#### La crise arminienne et le second synode de Dordrecht (1618)
Lors de ce deuxième synode, les délégués décident l'expulsion hors de l'Église d'Arminius et de ses partisans, qui ont formé l’Eglise remontrante. Cette décision se situe dans un contexte de lutte pour le pouvoir entre Maurice de Nassau, devenu prince d'Orange le 20 février 1618, commandant en chef, calviniste, et Johan van Oldenbarnevelt, principale personnalité civile, remontrant, qui est sur ces entrefaites saisi par la foule et exécuté.
Le synode ajoute les canons de Dordrecht aux confessions de foi adoptées précédemment, la Confessio Belgica et le catéchisme de Heidelberg. Ces trois textes, appelés « les trois formules d’unité » (De drie formulieren van enigheid) n’en ont pas moins été la source de la plupart des conflits et des scissions survenus ultérieurement dans l’Église, en raison de désaccords sur leur interprétation.
Le synode de Dordrecht de 1618 ordonne également la première traduction de la Bible en néerlandais, maintenant connue sous le nom de Bible des États (‘’Statenvertaling’’), qui fut achevée en 1637.
Le gouvernement de la République des Provinces-Unies, qui avait incité à expulser les Arminiens, a par la suite interdit à l'Église réformée de se réunir de manière synodale. Aucun synode ne s'est tenu aux Pays-Bas jusqu’à la fin de la République en 1795.

### La «Réforme supplémentaire»
Au XVIIe siècle et au début du XVIIIe siècle s’est développé la Nadere Reformatie (Réforme ultérieure, mieux traduit sous le nom de "Réforme supplémentaire"), dirigé principalement par Gisbertus Voetius et Wilhelmus à Brakel. Une partie des réformés s'est engagée dans ce mouvement de piété qui mettait l'accent sur l'adhésion la plus stricte possible à l’enseignement de l’Église. Cependant, une grande partie de l'église n'a pas suivi ce mouvement. Cela a conduit à des différences majeures au sein de l'Église réformée néerlandaise, qui n'ont pu être surmontées qu'en raison du caractère fortement décentralisé de l'Église (les églises locales étaient largement indépendantes).
A cette époque, l’Église réformée néerlandaise a essaimé dans les colonies de la République des Provinces Unies ; des communautés réformées ont été établies à Ceylan (aujourd'hui Sri Lanka), Java (Indonésie), Recife (Brésil), Berbice (Guyana), au Suriname, à Curaçao (Antilles néerlandaises), à Nouvelle-Amsterdam (aujourd’hui New York), Elmina (Ghana) et au Cap (Afrique du Sud). Dans certains de ces pays, la dénomination « réformée néerlandaise » existent encore, comme en Afrique du Sud et aux États-Unis, au Suriname et dans les Antilles néerlandaises (Aruba, Bonaire, Curaçao). A divers endroits, les anciens bâtiments de l'église rappellent encore l'époque néerlandaise, comme à Colombo et à Galle au Sri Lanka.

### Réformes et divisions auXIXesiècle
Après l'ère française, en 1816, un nouvel ordre ecclésial fut introduit par décret royal de Guillaume Ier, dans lequel les églises réformées néerlandaises (dite bas-allemandes, néerlandophones) et les églises wallonnes (réformées francophones issues du refuge huguenot) furent fusionnées dans une seule église, l'Église réformée néerlandaise (NHK).
Les églises de Frise orientale et de Bentheim, situées Allemagne, se trouvent de facto exclues du nouveau contexte ecclésial. Ces régions s'intégrèrent lentement mais sûrement à l'Allemagne, si bien qu'au cours du XIXe siècle, elles passent progressivement du néerlandais/bas-allemand au haut allemand comme langue officielle. À partir de la conquête prussienne de ces régions en 1866, ces églises réformées seront plus ou moins contraintes ou en tous cas fortement encouragées à s’unir avec les églises luthériennes de leur juridiction. Toutefois les partisans (piétistes, voir plus bas) du pasteur Hendrik de Cock continuent à mettre l'accent sur la coopération avec les croyants néerlandais et ne passent définitivement du néerlandais à l'allemand comme langue religieuse qu'après la Seconde Guerre mondiale. Il existe aujourd’hui une Église protestante réformée en Frise orientale qui a eu de multiples relations avec l’Église réformée néerlandaise au cours de son histoire.
Au XIXe siècle, les progrès du libéralisme théologique a conduit à des réactions dans l’Église réformée néerlandaise et parfois à des scissions. En 1816, lors du synode national, le roi Guillaume Ier des Pays-Bas avait imposé une nouvelle forme de gouvernement à l’église, dans laquelle les autorités civiles et non les délégués synodaux, choisissaient les dirigeants de l’Église réformée néerlandaise. Cette évolution a suscité une résistance dans les milieux piétistes, entre autres en 1822 chez le pasteur J.W. Vijgeboom à Axel (Flandre zélandaise) et en 1832 à Oude Pekela (Groningue). En 1834, il est apparu que les pasteurs orthodoxes avaient également de sérieuses objections, ce qui conduisit à une séparation de plusieurs paroisses. Le mouvement est né à Ulrum en Groningue, où l'Église réformée avait suspendu le pasteur local, Hendrik de Cock, parce qu'il critiquait ouvertement et avec véhémence la pratique de la vie ecclésiale et la dilution - à son avis - de la doctrine biblique. La paroisse du révérend de Cock n'était pas d'accord avec cette suspension. Parce que les nombreuses protestations n'ont pas eu d'effet, ils se sont séparés de l'Église réformée néerlandaise. Avec le temps, cette « séparation de 1834 » (en néerlandais : de Afscheiding, la séparation) a conduit au départ de 120 paroisses de l'Église réformée néerlandaise.
En 1886, une autre séparation, la « doleantie », a eu lieu, menée par le pasteur, théologien et politicien réformé néerlandais Abraham Kuyper, également en réaction à ce qu’il percevait comme un libéralisme théologique excessif de la part de la NHK.
Ces deux groupes séparés se réunirent pour former les Églises reréformées (gereformeerde kerken in Nederland). A son tour ce groupe d’églises connaîtra deux schismes : 
- l’un en 1926, à propos d'un conflit sur l'interprétation biblique : la majorité orthodoxe a maintenu l'historicité du récit de Adam et Ève, tandis que l'aile plus libérale l'a jugé purement allégorique et l'a laissé pour former le Gereformeerde Kerken in Hersteld Verband. En 1971/1972, la GKN a renoncé à cette position historique.
- l’autre en 1944, sous le nom de "vrijmaking" (« libération », terme entendu par rapport à l'autorité synodale), ce qui donne lieu à la création des « Églises réformées aux Pays-Bas (Églises libérées) » (Gereformeerde Kerken vrijgemaakt).

Après un long processus de dialogue, la GKN (églises reréformées), la NHK (l’église réformée néerlandaise) et l'Église évangélique luthérienne ont fusionné le 1er mai 2004 pour former l'Église protestante aux Pays-Bas. Sept congrégations en désaccord avec la fusion ont fondé le 8 mai 2004 les Églises reréformées continuées aux Pays-Bas (voortgezette Gereformeerde Kerken in Nederland).
Un autre groupe orthodoxe de tendance piétiste, les communautés reréformées (Gereformeerde Gemeenten, ou GG), s’est constitué en 1907 et compte aujourd’hui environ 108 000 membres aux Pays-Bas et 11 000 aux États-Unis.

### DuXXesiècleà nos jours
Malgré les schismes du XIXe siècle, l'église réformée néerlandaise est restée la plus grande église des Pays-Bas jusqu'au milieu du XXe siècle. La rapide sécularisation des Pays-Bas dans les années 1960 a considérablement réduit la fréquentation des paroisses de l'église protestante traditionnelle. À partir des années 1960, plusieurs tentatives ont été faites pour retrouver l'unité avec les Églises reréformées des Pays-Bas (« Gereformeerde Kerken in Nederland »). Cela a conduit les deux églises s'unissant à l'Église évangélique luthérienne du Royaume des Pays-Bas ("Evangelisch-Lutherse Kerk in het Koninkrijk der Nederlanden") à créer l'Église protestante aux Pays-Bas en 2004. Toutefois, cette fusion a abouti à une nouvelle séparation dans laquelle un certain nombre de congrégations et de membres de l'Église réformée néerlandaise se sont séparés pour former l'Église réformée restaurée (Hersteld Hervormde Kerk), dont l'importance se situe entre 35 000 à 70 000 membres actifs répartis dans environ 120 congrégations. L’Église réformée restaurée désapprouve le caractère pluraliste de l’Église fusionnée, qui selon elle contient des confessions réformées et luthériennes en partie contradictoires. Ce groupe conservateur s'oppose également à la consécration de femmes pasteurs et aux bénédictions des unions homosexuelles dans les églises chrétiennes, qui ont été adoptées comme pratiques par l'église fusionnée.
À l'époque de la fusion de 2004, l'Église réformée néerlandaise comptait deux millions de membres organisés en 1 350 congrégations.

## Extension internationale

### Afrique
Des colons néerlandais ont implanté des églises réformées néerlandaises à plusieurs endroits : au Kenya (Église réformée de l'Afrique de l'Est), en Afrique du Sud, où cela a donné lieu à plusieurs unions d’églises :
- l’Église réformée néerlandaise en Afrique du Sud (NGK, Nederduitse Gereformeerde Kerk), la plus importante église historiquement issue de l’Église réformée néerlandaise, avec 1,1 million de membres et 1 626 pasteurs et 1 162 paroisses réparties entre Afrique du Sud, Namibie, Swaziland, Botswana, Zimbabwe et Zambie. Elle est de tradition théologique libérale.
- l'Église réformée néerlandaise en Afrique du Sud (NHK,  Nederduitsch Hervormde Kerk), qui s’est développée dans le Transvaal et l'État libre d’Orange à la fin des années 1850, après le grand trek, en raison de la coupure avec l’Eglise réformée de la province du Cap, passée sous domination britannique. Elle a des congrégations en Afrique du Sud, en Namibie, au Botswana, en Zambie et au Zimbabwe.
- les Églises reréformées en Afrique du Sud (GK, Gereformeerde Kerke in Suid-Afrika) , créées en 1859 à la suite du refus d’un nouveau recueil de cantiques perçu comme incohérent du respect de l’orthodoxie théologique et de craintes sur le gouvernement de l’Église. Elle a des congrégations en Afrique du Sud, en Namibie, au Botswana, au Zimbabwe et en Zambie. Elle revendique 397 congrégations.
- l’Église protestante afrikaans (APK, Afrikaanse Protestantse Kerk), fondée en 1982 par des éléments conservateurs dans le contexte de l’abandon de la justification de l’apartheid par la NGK.
- l’Église réformée unifiante en Afrique australe (Verenigende Gereformeerde Kerk in Suider Afrika), union d’églises issues des églises missionnaires auprès des autochtones et des métis fédérée dans le contexte de l’apartheid en 1974.

Les trois premières de ces églises sont parfois désignées collectivement "les trois Eglises sœurs".

### Asie
Par l'intermédiaire de la Compagnie néerlandaise des Indes orientales (VOC) et de ses employés, l'Église réformée néerlandaise a été fondée à Ceylan en 1642. L'Église réformée néerlandaise de Ceylan a officiellement changé de nom en 2007 pour devenir l'Église réformée chrétienne de Sri Lanka pour refléter son identité chrétienne dans la nation, plutôt que son héritage colonial néerlandais. En 2007, elle comptait environ 5 000 membres, dans 29 congrégations, stations de prédication et avant-postes de mission. [citation nécessaire] La première église connue établie dans le pays est "De Oude kerk" à  Batavia en 1640.
En Indonésie, comme au Sri Lanka, la dénomination de l’Église a été changée en se référant à sa nationalité actuelle sans remettre en cause sa tradition d'église réformée.

### Amériques
L'Église réformée néerlandaise est arrivée avec les migrants dans les Amériques ; ils ont ainsi fondé une église réformée néerlandaise en 1628 à New Amsterdam, puis l’église réformée fondée en 1660 à  Saint-Thomas (à l’époque aux Antilles danoises), qui devient la première église réformée néerlandaise dans les Caraïbes. Pendant la période de colonisation néerlandaise au Brésil au XVIIe siècle, les colons ont fondé une église réformée à Pernambuco (‘’New Holland’’).
Au Canada et aux États-Unis, l’Église réformée en Amérique est issue de la branche américaine de l’Église réformée néerlandaise, fondée en 1628, devenue en 1819 la Reformed Protestant Dutch Church (Église protestante réformée néerlandaise) avant de prendre son nom actuel en 1857. C’est la principale et la plus ancienne « église fille » de l’Eglise réformée néerlandaise en Amérique septentrionale. Il existe aussi de plus petites dénominations et fédérations apparentées :
- l’Église réformée chrétienne en Amérique du Nord (Christian Reformed Church in North America abrégé en CRCNA ou CRC), fondée en 1857 à Holland (Michigan) par contrecoup  de la séparation de 1834 au sein de l’Église réformée néerlandaise des Pays-Bas, qui compte environ 290 000 membres [7]. Au fil du temps en sont issues trois autres églises conservatrices :
  - Protestant Reformed Churches in America (PRC) or (PRCA), à partir de 1924, avec un bref schisme de 1953 à 1961 inspiré par le vrijmaking néerlandais (le groupe schismatique s’appelait Orthodox Protestant Reformed Church (OPRC)), qui compte 8 000 membres.
  - Orthodox Christian Reformed Churches (OCRC), fondée en 1988, qui se sont joints au groupe ci-dessous en 2008,
  - United Reformed Churches in North America (URCNA), fondée en 1996, qui compte 23 000 membres.
- les Églises réformées du Canada et des États-Unis (Canadian and American Reformed Churches), groupe d’églises réformées conservatrices fondé en 1950, (environ 18 000 membres actifs)
- les Églises réformées libres d’Amérique du Nord (Free Reformed Churches of North America (FRC), très petit groupe d’églises réformées fondamentalistes créé dans les années 1950 (environ 5 000 membres actifs)
- les Heritage Reformed Congregations (HRC) ou Netherlands Reformed Congregations (« Congrégations réformées des Pays-Bas ») (NRC), créées en 1907, comptant environ 11 000 membres actifs, sont une émanation  des « Communautés reréformées » (Gereformeerde Gemeenten, ou GG), groupe actif aux Pays-Bas depuis 1907.

Les présidents américains Martin Van Buren et Theodore Roosevelt, essentiellement d'ascendance néerlandaise pour l'un et partiellement d'ascendance néerlandaise pour l'autre, étaient affiliés à l’Eglise réformée néerlandaise,.

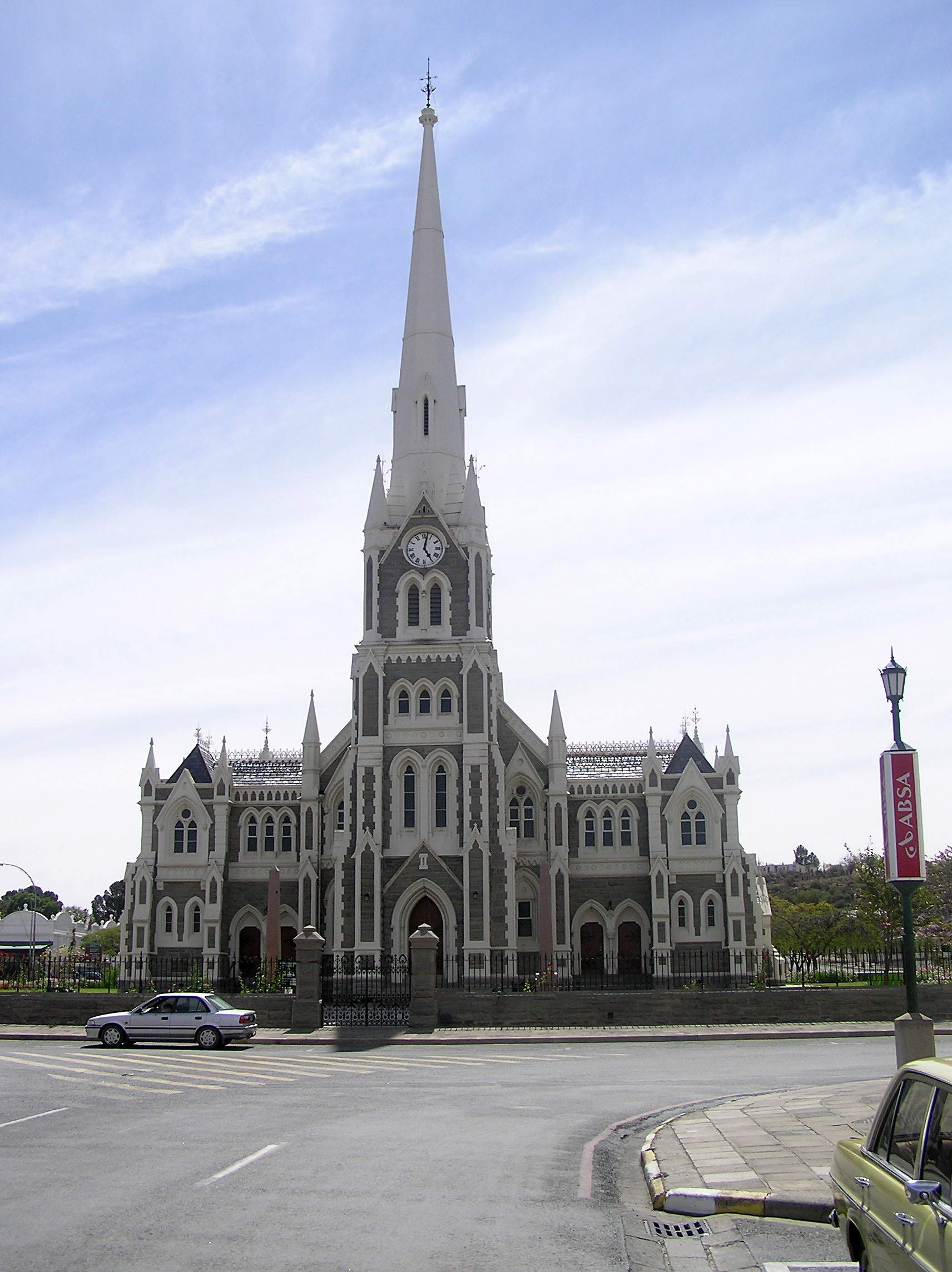
L'église réformée néerlandaise ( Grotekerk ) à Graaff-Reinet, Afrique du Sud.
L’église de Blenduk (Gereja Blenduk), ancienne église réformée (Koepelkerk) de Semarang, Indonésie.
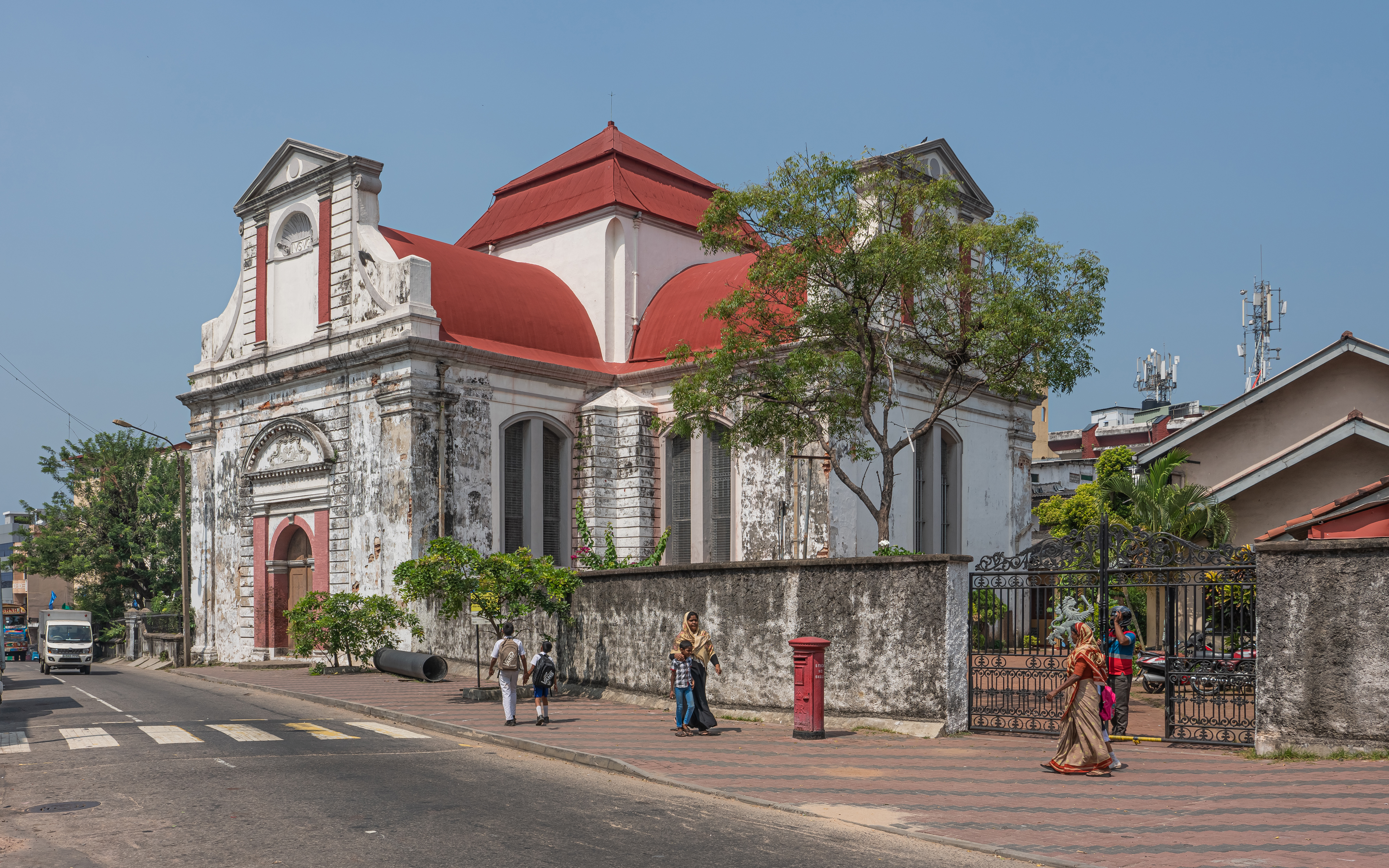
L’église réformée de Wolvendhal à Colombo, Sri Lanka.